# Pedro Hernández (schermidore)
Pedro José Hernández Duquesne (19 marzo 1955) è un ex schermidore cubano.

## Biografia
Ha partecipato ai Giochi della XXI Olimpiade di Montréal nel 1976 ed ai Giochi della XXII Olimpiade di Mosca nel 1980

## Palmarès
In carriera ha conseguito i seguenti risultati:
- Mondiali di scherma

Vienna 1983: bronzo nel fioretto a squadre.
- Giochi Panamericani:

San Juan 1979: oro nel fioretto a squadre.